# Dominos (collection littéraire)
Dominos est une collection encyclopédique de poche des  Éditions Flammarion. Elle est dirigée par Michel Serres et Nayla Farouki.  
« En 128 pages, une information synthétique et pertinente par des auteurs renommés ; des textes qui favorisent l'aptitude à interroger et à s'interroger. Sciences, spiritualités, environnement, médecine, psychologie, droit, éducation... Pour mettre à la portée de tous la complexité du monde, chacun des petits volumes bicolores comprend deux parties : un exposé pour comprendre, un essai pour réfléchir. » (la présentation de l'éditeur).
Avec cette collection et « Librio », Flammarion contribue, en ces années 1990, à diversifier l'offre en format poche.
Les 236 titres de la collection paraissent entre 1993 et 2002. Parmi les auteurs, il y a un prix Nobel (Luc Montagnier, physiologie ou médecine, 1983), un enseignant au Collège de France (Roger Guesnerie, chaire « Théorie économique et organisation sociale »), et huit membres de l'Institut  (Jean Bernard - Académie française et Académie des sciences, Raymond Daudel - Académie des sciences, Claude Jaupart -  Académie des sciences, Hervé Le Treut - Académie des sciences, François-Bernard Michel - Académie des beaux-arts, Jean-Paul Poirier - Académie des sciences, François Terré - Académie des sciences morales et politiques,  et Maurice Tubiana - Académie des sciences).
Les ouvrages sont regroupés en six grands thèmes :
- Droit, économie,politique
- Médecine
- Religion, arts et culture
- Sciences
- Société, éducation
- Techniques